# Батлер Тауншип (округ Скайлкілл, Пенсільванія)
Батлер Тауншип (англ. Butler Township) — селище (англ. township) в США, в окрузі Скайлкілл штату Пенсільванія. Населення — 4906 осіб (2020).

## Демографія
Згідно з переписом 2010 року, у селищі мешкали 5224 особи в 1528 домогосподарствах у складі 1085 родин. Було 1672 помешкання
Расовий склад населення:
| - 77,8 % — білих - 16,2 % — чорних або афроамериканців - 0,1 % — корінних американців - 0,1 % — азіатів - 5,6 % — осіб інших рас |

До двох чи більше рас належало 0,2 %. Частка іспаномовних становила 6,0 % від усіх жителів.
За віковим діапазоном населення розподілялося таким чином: 12,6 % — особи молодші 18 років, 73,2 % — особи у віці 18—64 років, 14,2 % — особи у віці 65 років та старші. Медіана віку мешканця становила 41,6 року. На 100 осіб жіночої статі у селищі припадало 170,7 чоловіків;  на 100 жінок у віці від 18 років та старших — 183,8 чоловіків також старших 18 років.
Середній дохід на одне домашнє господарство  становив 62 496 доларів США (медіана — 53 689), а середній дохід на одну сім'ю — 72 825 доларів (медіана — 61 154). Медіана доходів становила 42 188 доларів для чоловіків та 41 450 доларів для жінок. За межею бідності перебувало 4,5 % осіб, у тому числі 0,0 % дітей у віці до 18 років та 3,2 % осіб у віці 65 років та старших.
Цивільне працевлаштоване населення становило 2074 особи. Основні галузі зайнятості: освіта, охорона здоров'я та соціальна допомога — 28,3 %, виробництво — 19,2 %, роздрібна торгівля — 8,4 %, мистецтво, розваги та відпочинок — 6,9 %.